# MT-LB
Le MT-LB (russe : Многоцелевой Тягач Лёгкий Бронированный, Mnogotselevoy Tyagach Lekhko Bronirovannyi) est un véhicule de transport de troupes soviétique polyvalent et amphibie.
Il est basé sur le châssis du PT-76 et reste encore aujourd'hui utilisé par de nombreuses armées à travers le monde. Sa variante  allongée est le MT-LBu.

## Historique
À l'origine, il est fabriqué par Kharkiv Traktor Zavod (Kharkiv Tractor Plant (en)) en Ukraine. Il a été adopté par les forces Soviétiques en 1964. La guerre du Donbass et la crise russo-ukrainienne à partir de 2014 laissent cependant l’énorme parc de plusieurs milliers de blindés de l’armée russe sans pièces de rechange ni réparation, l'Ukraine s'arrêtant de les fournir à la Russie. En 2016, il est décidé de « russifier » le parc et de le rénover/moderniser dans l’usine Remdizel de Naberejnye Tchelny au Tatarstan. Cette modification incorporait un nouveau moteur diesel YaMZ-238V de 360 ch ainsi que de nouvelles chenilles. Cela a permis de réduire la masse du véhicule de 800 kg.
Il est aussi connu sous le nom M 1970 à l'ouest. Il en existe de nombreuses variantes produites par les pays de l'ex-bloc soviétique : Allemagne de l'Est, Bulgarie et Pologne ainsi que par l'Irak.
Le MT-LB a connu une variété de conflits dont la guerre du Golfe de 1991, la guerre du Haut-Karabagh, la guerre d'Irak de 2003, la guerre du Donbass en Ukraine à partir de 2014, le conflit de 2020 au Haut-Karabagh, et la guerre en Ukraine de 2022.
De nombreux véhicules sont basés sur un châssis de MT-LB telle que le chasseurs de chars 9P149 Shturm (code otan : AT-6 spiral) ou le véhicule anti-aérien Strela-10.

## Versatilité
Grâce à sa faible masse, son entretien très facile, son coût de fabrication très bas le MT-LB peut être utilisé dans un très grand nombre de rôles. Sa fonction première est le transport de troupes mais il peut être utilisé comme ambulance, tracteur d'artillerie, véhicule de commandement, logistique, véhicule du génie. Avec la guerre en Ukraine le MT-LB a été adapté pour accueillir une très grande variété d'armements,.
- 2M-3 : tourelle avec deux canons de calibre 25 mm initialement utilisée sur des navires.
- KPV : fusil-mitrailleur lourd de calibre 14,5 mm.
- ZU-23-2 : canon antiaérien bitube de calibre 23 mm.
- MT-12 Rapira : canon antichar de calibre 100 mm.Anciens MT-LB est-allemands utilisés par l'United States Marine Corps lors d'un exercice militaire (OPFOR) en 1997.

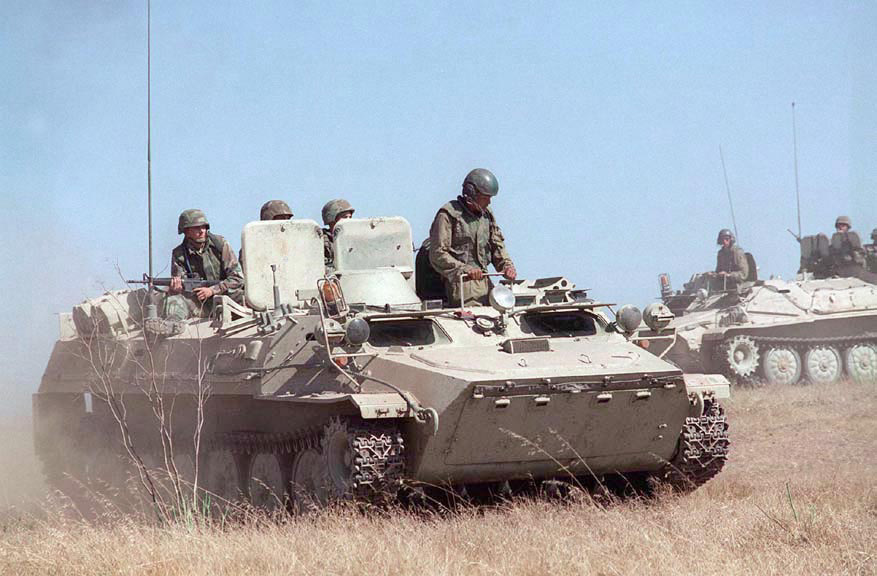
Anciens MT-LB est-allemands utilisés par l'United States Marine Corps lors d'un exercice militaire (OPFOR) en 1997.

- A-22 Ogon : lance-roquettes multiple naval de calibre 140 mm[7].
- AZP S-60 : canon antiaérien de calibre 57 mm[8].
- RBU-6000 : lance-roquettes anti-sous-marins de calibre 213 mm.
- B-8M1 : lance-roquettes pour hélicoptère de calibre 80 mm.
- 2B9 Vassilek : mortier semi-automatique de 82 mm[9].
- 9K55 Grad-1 : panier à roquettes de BM-21 de calibre 122 mm[10].
- Type 63 : panier à roquettes de Type 63 de calibre 107 mm.

### MT-LB "Tortue"
Au printemps 2024 lors du conflit en Ukraine, plusieurs véhicules fortement modifiés ont fait leur apparition sur le champ de bataille côté Russe. Ces véhicules ont été nommés blindés « tortues »,  car il s'agissait de véhicules blindés auxquels il a été rajouté tout autour d’un véhicule plusieurs couches de blindage, permettant en théorie de protéger des agressions extérieures (comme une carapace de tortue). Ces modifications incluent l'installation d'un blindage en cage, en tôle et en plaque de caoutchouc, conçu pour protéger le véhicule contre diverses menaces, en particulier les attaques de drones FPV. En mai 2024 un MT-LB portant cette modification a fait son apparition.
Malgré cela, ils sont très vulnérables aux drones et sont détruits très facilement par ces derniers.

Fesant de cette protection russe, une protection psychologique pour encourager les soldats à partir au front.

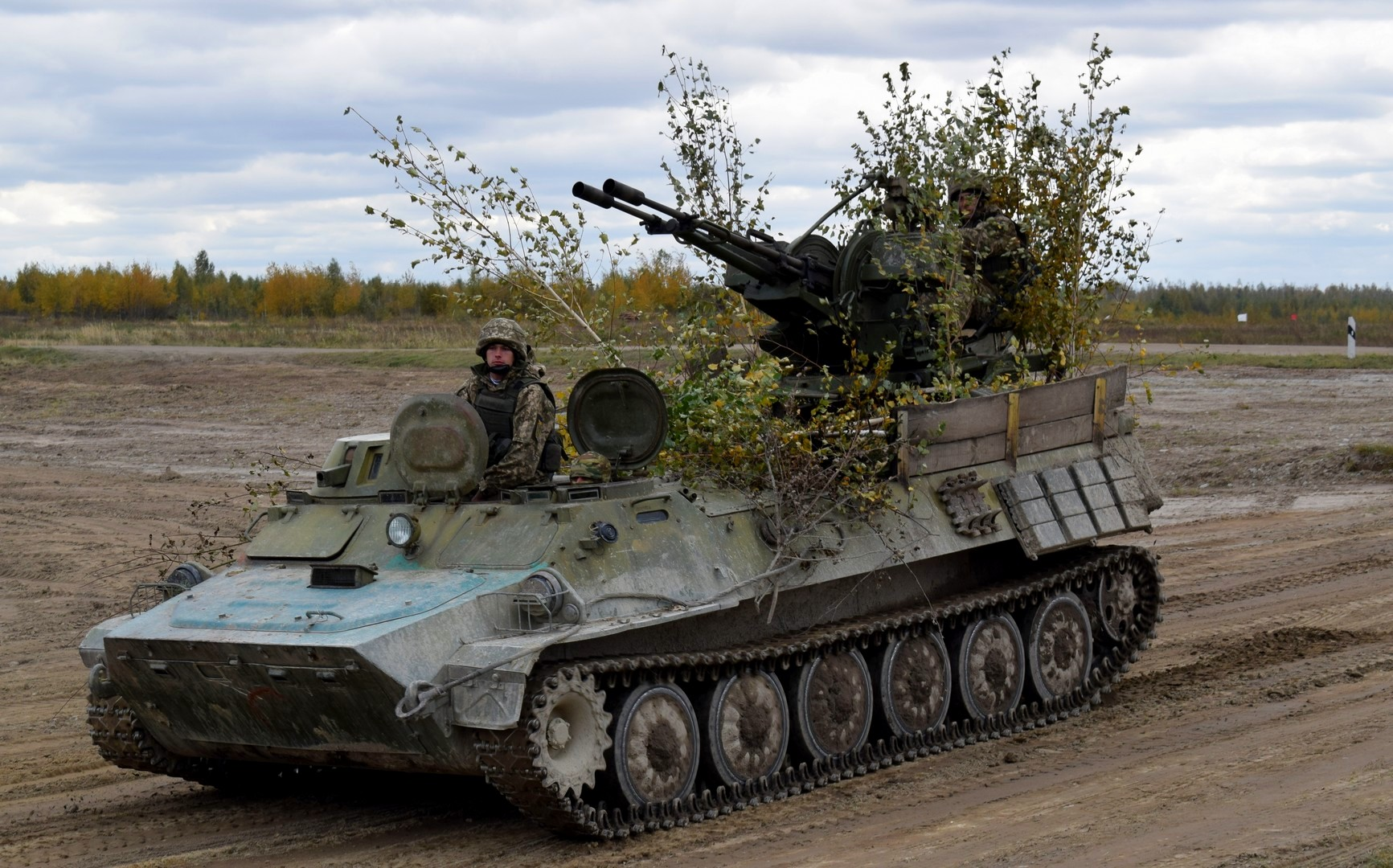
MT-LB avec Zu-23-2
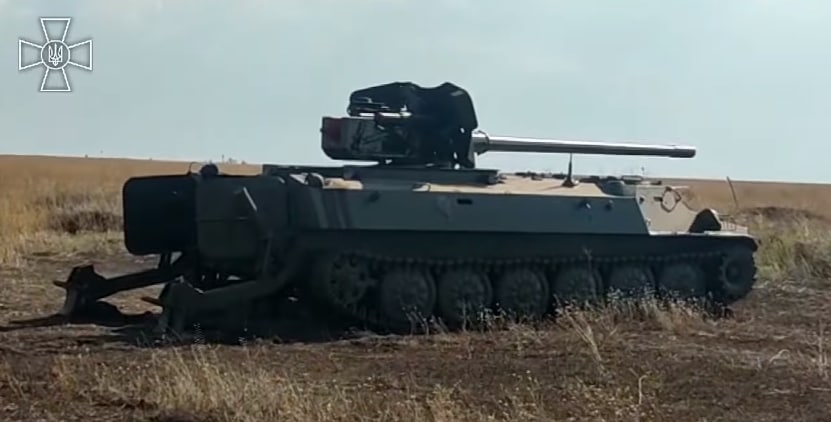
MT-LB avec MT-12
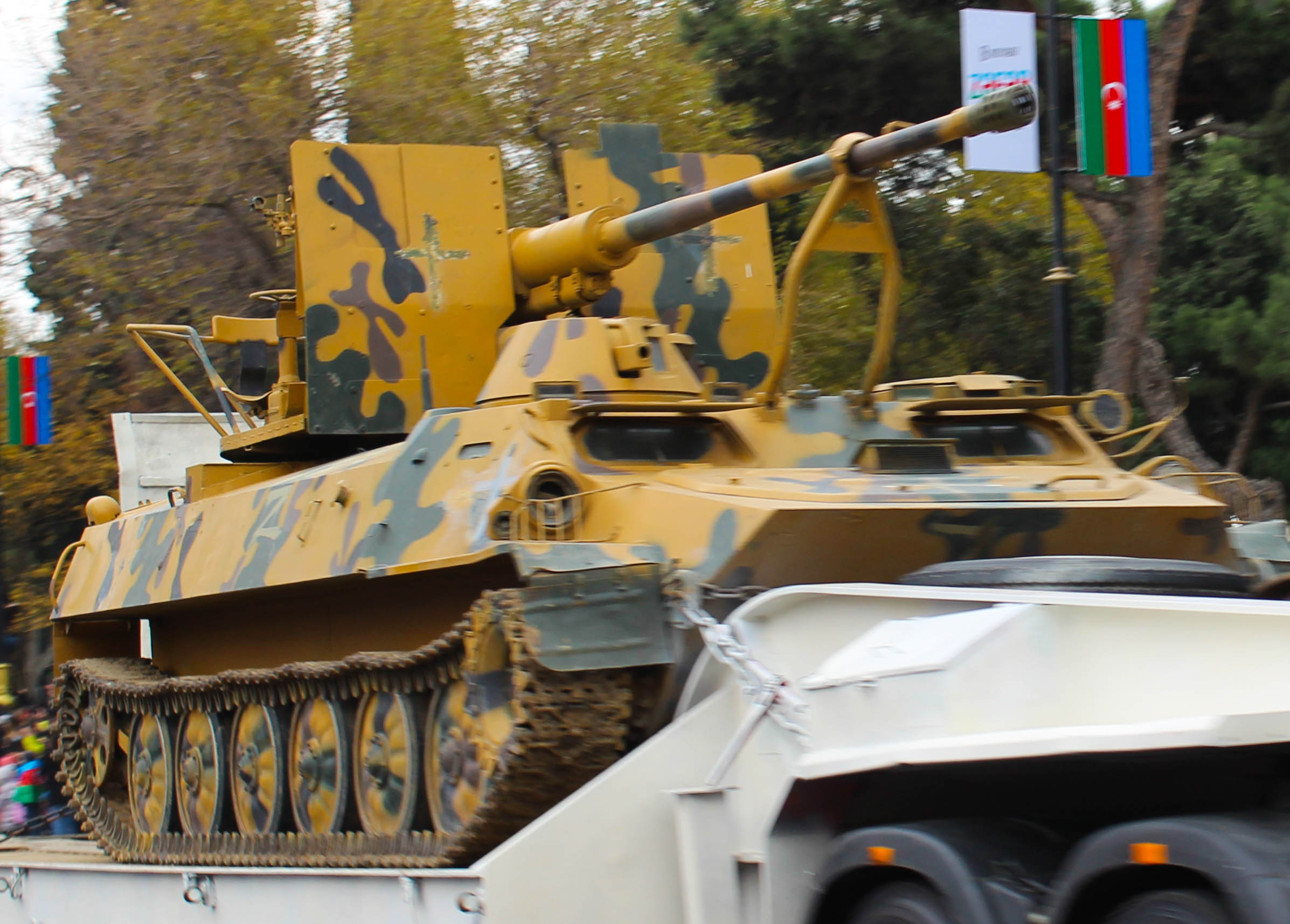
MT-LB avec S-60
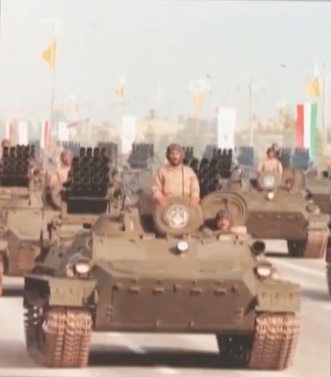
MT-LB avec Type 63

## Pays utilisateurs
Les chiffres sont issus de The Millitary Balance, les chiffres de 1989 sont grandement sous-estimés en raison de la guerre froide, les chiffres le plus récents sont plus précis.
| Pays                             | 1989 | 2001                  | 2022                                      | 2025 | Commentaires |
| -------------------------------- | ---- | --------------------- | ----------------------------------------- | --- | --- |
| Allemagne                        | -    | -                     | -                                         | - | Stocks issus de la réunification détruits ou vendus |
| Allemagne de l'Est               | 150  | 0                     | 0                                         | 0 | 721 MT-LB, 32 SNAR-10 et 36 Strela-10M achetés à la république populaire de Bulgarie |
| Angola                           | N/C  | N/C                   | 31 MT-LB                                  | 31 MT-LB | |
| Arménie                          | -    | N/C                   | ≥ 20 MT-LB                                | 20 MT-LB 13 9P149 | Une partie sont des variantes du génie |
| Azerbaïdjan                      | -    | 306 MT-LB             | 338 MT-LB                                 | 336 MT-LB | Une partie sont des variantes du génie |
| Bangladesh                       | -    | N/C                   | 134 MT-LB                                 | 134 MT-LB | Saisis à l'Irak durant l'Opération Desert Storm, ene partie sont des variantes du génie |
| Biélorussie                      | -    | 70 MT-LB              | 80 MT-LB                                  | 78 MT-LB 85 9P149 | Une partie sont des variantes du génie |
| Birmanie                         | -    | N/C                   | ≥ 26 MT-LBMSh                             | +26 MT-LBMSh | |
| Bosnie-Herzégovine               | -    | N/C                   | 0                                         | 0 | |
| Bulgarie                         | 500  | ≥ 1013 MT-LB          | ≥ 100 MT-LB                               | 100 MT-LB | Une partie sont des variantes du génie, produit sous licence |
| Croatie                          | -    |                       |                                           | 9 Strela-10 | |
| Érythrée                         | N/C  | N/C                   | 10 MT-LB                                  | 10 MT-LB | Une partie ne sont pas en état de combattre |
| Etats-Unis                       | -    | NC/C                  | NC/C                                      | NC/C | utilisés durant les missions OPFOR |
| Finlande                         | 10   | 220 MT-LB             | 40 MT-LBu 102 MT-LBV                      | 320 MT-LBu/MT-LBV | |
| Lituanie                         | -    | 10 MT-LB              | 10 MT-LB AEV                              | 8 MT-LB AEV | |
| Géorgie                          | -    | 72 MT-LB              | 66 MT-LB                                  | 66 MT-LB | |
| Hongrie                          |      | ≥ 4 MT-LB             | 0                                         | 0 | Strela-10 et SNAR-10 |
| Irak                             | N/C  | N/C                   | ≥ 400 MT-LB                               | +400 MT-LB | Un contrat concernant 500 MT-LB fournis par la Bulgarie a été annoncé en 2012 mais seulement un a été livré en 2014.                                                                       |
| Kazakhstan                       | -    | 686 MT-LB             | ≥ 50 MT-LB                                | 9P149 Shturm 50 MT-LB en service ~200 MT-LB en réserve | Une partie sont des variantes du génie |
| Macédoine                        | -    | N/C                   | 10 MT-LB                                  | 10 MT-LB 8 Strela 10 | |
| Moldavie                         | -    | 6 MT-LB               | 52 MT-LB                                  | 52 MT-LB | |
| Nigeria                          | -    | N/C                   | 65 MT-LB                                  | 65 MT-LB | |
| Pologne                          | N/C  | N/C                   | 65 MT-LB AEV 68 MT-LB ARV                 | 58 MT-LB AEV | |
| République démocratique du Congo | N/C  | N/C                   | 6 MT-LB                                   | 6 MT-LB | |
| Russie                           | -    | 5450 MT-LB en service | 3850 MT-LB (service) 2000 MT-LB (réserve) | 2900 MTLB/MT-LB VM1K (service armée de terre) un nombre inconnu de 9P149 dans l'armée, 30 dans l'infanterie de marine 100 MT-LB (service infanterie de marine) 1200 MT-LB (réserve) | Plusieurs modernisé avec un nouveau moteur plus puissant et l'ajout d'une mitrailleuse lourde Kord ou NVS. De nombreuses variantes du génie sont en service. Certain 9P149 sont modernisé. |
| Serbie                           | -    | N/C                   | 32 MT-LB CP                               | 32 MT-LB (CP) | |
| Suède                            | -    | 440 Pbv 401A          | 0                                         | 0 | 584 Pbv 401 achetés à l'Allemagne de l'Est en 1993, les 34 derniers sont reçus en 1998. Vendus à la Finlande en 2011.                                                                      |
| Turkménistan                     | -    | N/C                   | N/C                                       | 36 9P149 | |
| Ukraine                          | -    | ≥ 2090 MT-LB          | ≥ 125 MT-LB                               | 125 MT-LB nombre inconnu de 9P149 | L'Ukraine transforme certains de ses MT-LB en fixant un canon antichar de calibre 100mm MT-12 Rapira sur le toit, pendant l'invasion russe de 2022. Des versions du génie sont en service. |
| URSS                             | 4000 | -                     | -                                         | - | Passé au états successeurs |
| Uruguay                          | N/C  | 32 M-93 (MT-LB)       | ≥ 3 MT-LB                                 | 3 MT-LB | Au moins exemplaire du génie |
| Vietnam                          | N/C  | N/C                   | N/C                                       | une poigné sont en service | |
| Acteurs non étatiques            | 2001 | 2001                  | 2022                                      | 2025 | Commentaires |
| Artsakh                          | N/C  | N/C                   | N/C                                       | - | Pays disparue en 2023 |
| Kurdistan                        | N/C  | N/C                   | N/C                                       | N/C | |
| Hezbollah                        | -    | -                     | -                                         | - | Basé en Syrie, statue inconnue depuis la chute du régime syrien |
| République populaire de Donetsk  | -    | -                     | N/C                                       | - | Intégré au sein de l'armée russe |
| République populaire de Lougansk | -    | -                     | N/C                                       | - | Intégré au sein de l'armée russe |
| Transnistrie                     | N:c  | N:c                   | N:c                                       | N:c | |